# San Francisco Bay Blackhawks
I San Francisco Bay Blackhawks sono stati una società di calcio statunitense che rappresentava l'area della baia di San Francisco, nello stato di California.

## Storia
I San Francisco Bay Blackhawks nacquero nel 1988 per volontà di Dan Van Voorhis in sostituzione dei S.J. Earthquakes e rappresentavano l'area della Baia di San Francisco, pur continuando a giocare a San Jose nello Spartan Stadium. La squadra venne iscritta alla Western Soccer League, di cui facevano già parte gli Earthquakes. La squadra affidata a Dean Wurzberger nella stagione d'esordio vinse la Northern Division, e dopo aver superato i Los Angeles Heat persero la finale del torneo contro i San Diego Nomads. Nel 1990 la WSL si unì alla American Soccer League per dare origine alla American Professional Soccer League. Nella stagione 1990 Blackhawks dopo aver vinto la propria divisione di Conference, superarono i playoff e giunsero alla finale del torneo contro i Maryland Bays, che si aggiudicarono il torneo ai rigori.
La stagione seguente la squadra, affidata all'inglese Laurie Calloway, dopo aver ottenuto il secondo posto in Western Division, batté in semifinale i Ft. Lauderdale Strikers e poi in finale gli Albany Capitals, aggiudicandosi così il torneo.
Grazie alla vittoria in APSL i Blackhawks accedettero alla CONCACAF Champions' Cup 1992, in cui nel gruppo 2, dopo un vittorioso percorso, giunsero a disputare il quinto e ultimo turno, perdendo l'accesso alla fase finale del torneo contro i messicani dell'América, che poi si aggiudicarono il trofeo.
Nella stagione 1992 ottennero il terzo posto nel campionato regolare, venendo poi sconfitti in semifinale dai T.B. Rowdies.
Nel 1993 la squadra tornò a rappresentare la città di San Jose, con il nome di San Jose Hawks nella United States Interregional Soccer League. Nel campionato 1993, dopo aver vinto la propria divisione, si classificarono al terzo posto del mini torneo che stabilì le due finaliste.
Nel 1994 gli Hawks vennero ceduti dal proprietario Van Voorhis alla Major League Soccer, e dalle loro ceneri sarebbero sorti i San Jose Clash.

## Allenatori
- 1989-1990  Dean Wurzberger
- 1991-1992  Laurie Calloway

## Palmarès

### Competizioni nazionali
- American Professional Soccer League: 1

1991

### Altri piazzamenti
- Western Soccer League:

Secondo posto: 1989
- American Professional Soccer League:

1990